# Época (brasiliansk tidskrift)
Época är en del av O Globo, en brasiliansk tidning, tidigare en veckotidning för brasilianskt nyheter och aktuella händelser, grundad 1998. Tidskriften utges av Editora Globo, en del av Globo konglomeratet. Tidningen publicerades av Editora Globo, en del av Globo-konglomeratet. Med fokus på fotografi och grafisk design var Época stilmässigt baserad på den tyska tidskriften Focus.
Época har en upplaga på 500 000 exemplar (2018).